# Eleutherodactylus auriculatoides
Espèce
Statut de conservation UICN

 EN B1ab(iii) : En danger
Eleutherodactylus auriculatoides est une espèce d'amphibiens de la famille des Eleutherodactylidae.

## Répartition
Cette espèce est endémique de la République dominicaine. Elle se rencontre de 788 à 1 879 m d'altitude dans la cordillère Centrale.

## Description
Les femelles mesurent jusqu'à 33 mm.

## Publication originale
- Noble, 1923 : Six new batrachians from the Dominican Republic. American Museum Novitates, no 61, p. 1-6 (texte intégral).